# Parc Monceau

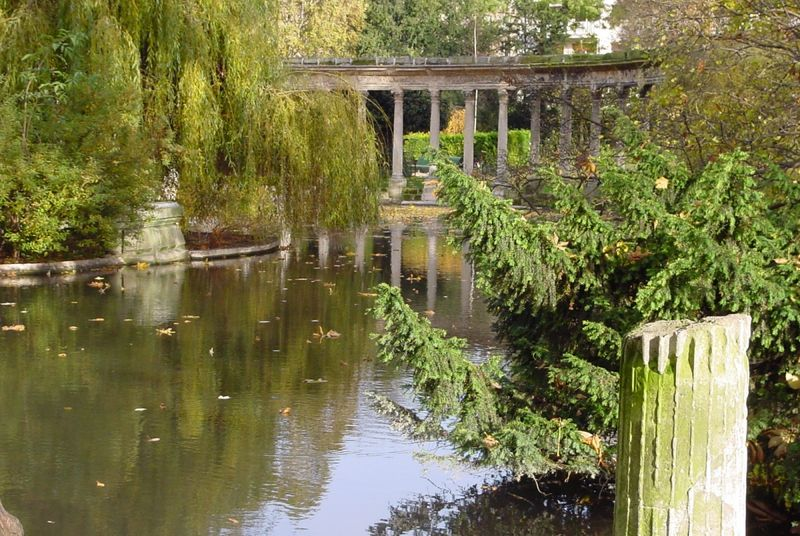
Rosengarten und Rest der Naumachie im Parc Monceau

Der Parc Monceau liegt im 8. Arrondissement von Paris, an der Kreuzung des Boulevard de Courcelles, Rue de Prony und Rue Georges Berger. Am Haupteingang ist eine historische Rotunde von Claude Nicolas Ledoux, ein Teil der ehemaligen Stadtmauer „Mur des Fermiers généraux“ zur Abgrenzung des Steuergebietes.

## Entstehung im 18. Jahrhundert

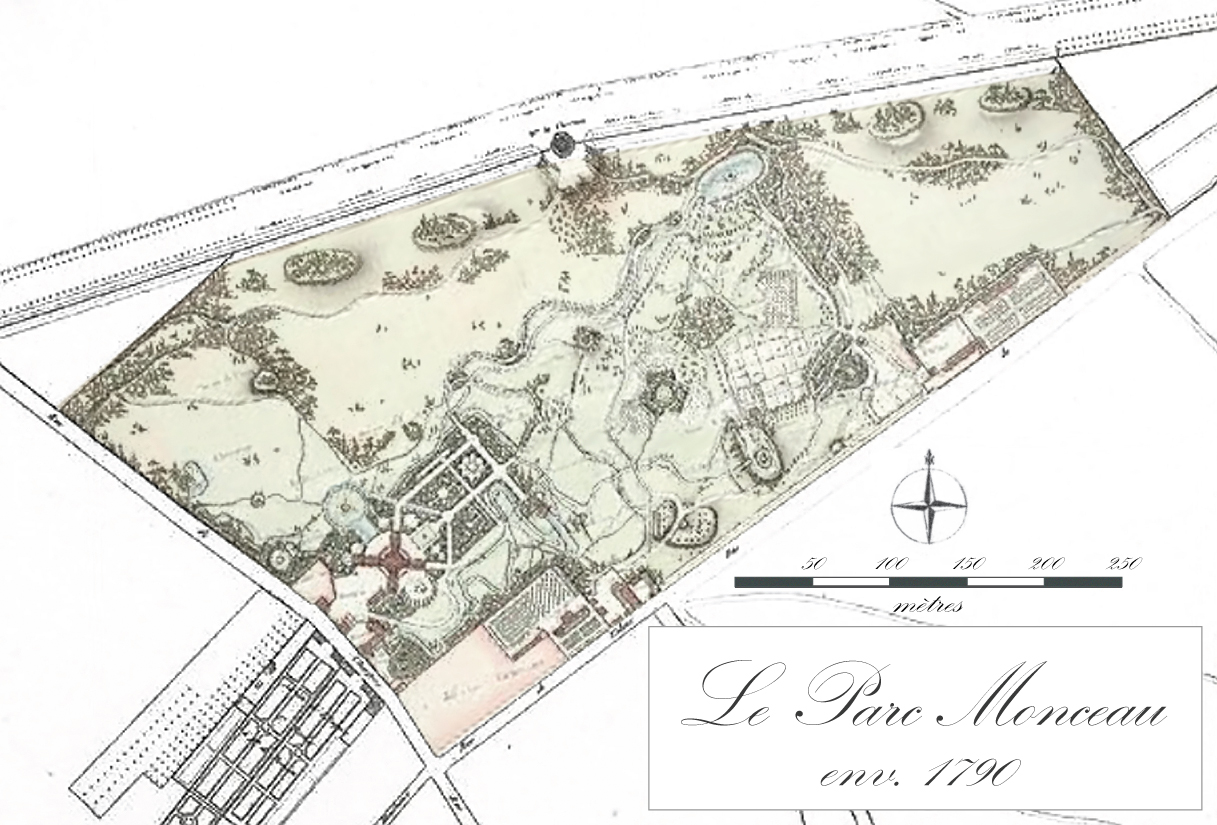
Plan des Parks um 1790

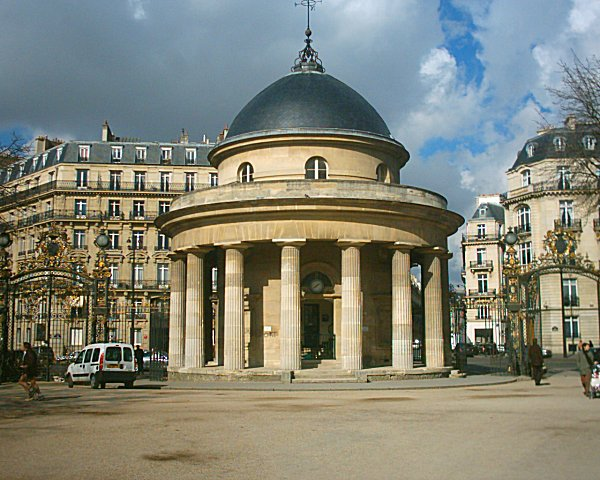
Rotonde am Parc Monceau

Der Park wurde gegründet von Louis-Philippe-Joseph, Herzog von Orléans und Herzog von Chartres, ein Cousin des 1774 zum König gekrönten Ludwig XVI. Er kaufte nach und nach das Land für den Park und eröffnete ihn im Jahre 1769. Die Gärten wurden von Louis Carmontelle gestaltet.
Durch stetige Zukäufe wuchs der Garten bis auf 12 ha im Jahre 1778 und wurde bekannt als Folie de Chartres (deutsch: Die Verrücktheit [des Herzogs] von Chartres). Louis-Philippe zog es nach andauernden Querelen mit dem französischen Hof, z. B. mit Marie-Antoinette, mehr nach London, wo er ein enger Freund des „Prince of Wales“ wurde, der spätere Georg IV., König des Vereinigten Königreichs.
In dieser Zeit entwickelte sich spätestens seine Vorliebe für alles Englische, das im Vergleich zu der verkrusteten absolutistischen Struktur in Frankreich geradezu liberal anmutete. Daraus lässt sich sein Ziel erklären, in der Mitte des heutigen Paris einen Garten im englischen Stil anzulegen. Er beauftragte den schottischen Gartenarchitekt Thomas Blaikie, der von 1785 bis 1788 dem Park eine andere Gestalt gab, eben dem englischen Stil verschrieben. Aufgrund dieses Stils war der Park eine Ausnahme im Frankreich seiner Zeit. Das eher verspielte Layout, die kurvigen Wege und eher zufällig platzierten Statuen unterscheiden ihn von den eher traditionellen französischen Gärten.
Der Park beinhaltet außerdem eine Reihe von Miniaturausgaben architektonischer Bauten, z. B. Ägyptische Pyramiden, chinesische Architektur, holländische Windmühlen und korinthische Säulen. Dies könnte darauf hindeuten, dass Louis-Philippe ein Freimaurer war.
Im Park stehen Statuen berühmter französischer Persönlichkeiten wie z. B. Guy de Maupassant, Frédéric Chopin, Charles Gounod, Ambroise Thomas und Édouard Pailleron.
Nach der Hinrichtung des an sich liberalen Bourbonen Louis-Philippe durch die Guillotine im Jahre 1793 im Zuge der Terrorherrschaft der Französischen Revolution ging der Park in öffentliches Eigentum über. Die nördliche Grenze des Parks fiel zusammen mit der Grenze des Steuergebietes der Stadt Paris. Ein Teil der jetzt neu errichteten Stadtmauer „Mur des Fermiers généraux“ zur Abgrenzung des Steuergebietes und zur Eindämmung der Steuerflucht war die von Claude Nicolas Ledoux erbaute Rotunde.

## Kurioses
Am 22. Oktober 1797 war der Park Schauplatz für den ersten Fallschirmsprung in Europa, als André-Jacques Garnerin aus einem selbstgebauten Wasserstoffballon in 400 m Höhe sprang und vor einer großen Menschenmenge im Park landete.

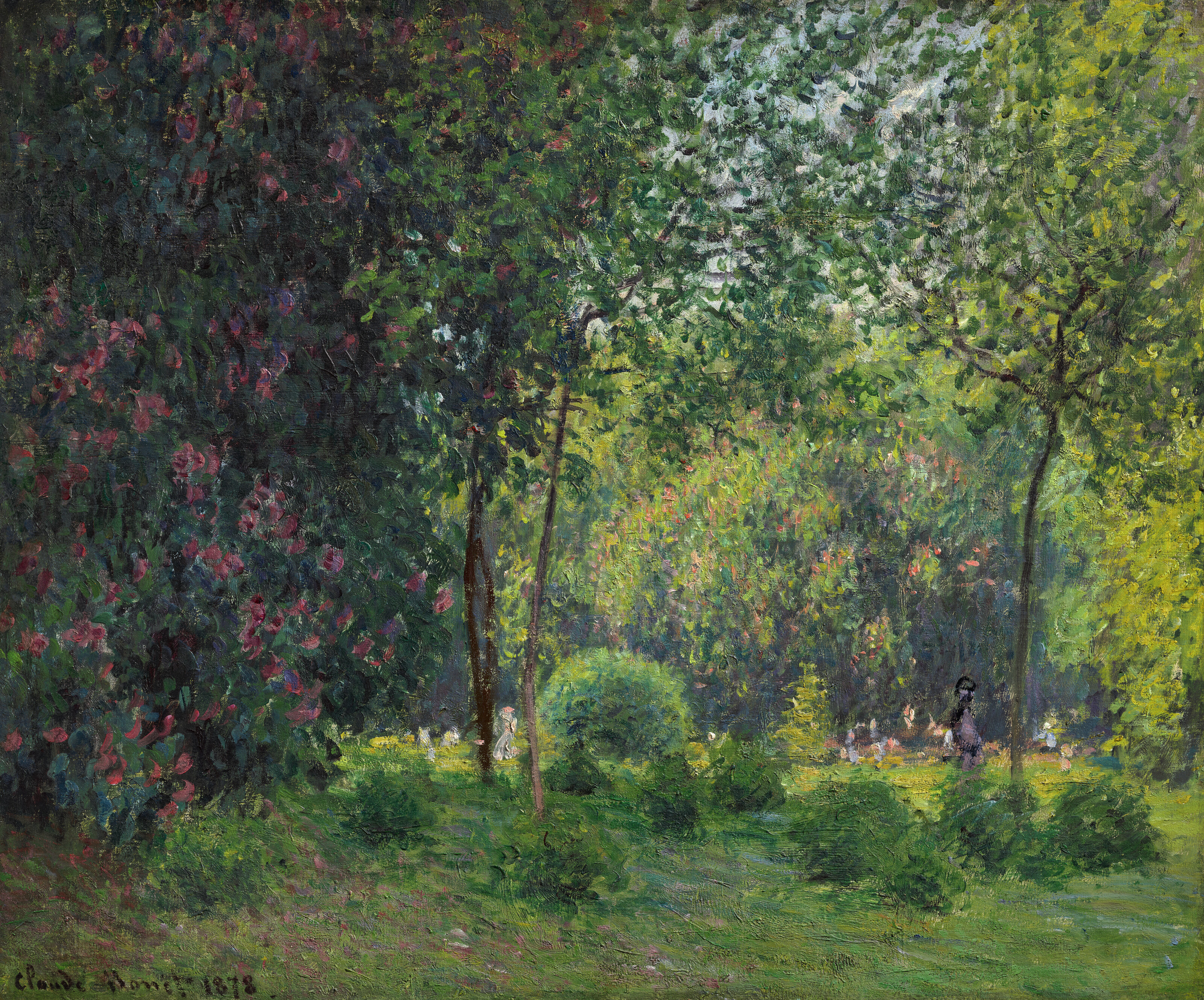
Claude Monet: Le parc Monceau

## Entwicklung im 19. Jahrhundert
Der während der Revolution zum nationalen Gemeingut erklärte Park blieb in der folgenden Zeit ein beliebter Ort für Bälle und populäre Feste. Im Zuge der Restauration wurde der Park im Jahre 1852 zur Hälfte wieder der Familie d’Orléans, zur anderen Hälfte dem französischen Staat zugeschrieben. Im Jahre 1860 kaufte die Stadt Paris dann das Gelände. Die Hälfte des Landes wurde dabei zu Bauland für neue Wohnhäuser erklärt und von den Brüdern Pereire mit spekulativer Randbebauung versehen. Die Grundfläche des Parks reduzierte sich dadurch von 19 ha auf weniger als die Hälfte. Die andere Hälfte wurde im Rahmen dieser Immobilienoperation – ähnliche Vorgangsweisen gab es auch beim Bois de Boulogne und beim Bois de Vincennes – von Baron Haussmann als Grünfläche erhalten und unter der Leitung von Jean-Charles Alphand zum öffentlichen Park ausgebaut, der schließlich am 13. August 1861 von Napoléon III. eröffnet wurde.
Im Jahre 1876 malte Claude Monet fünf Bilder vom Park, darunter eine Serie von drei Bildern, die den Frühling im Park zeigen. Auch Hector Berlioz war ein großer Liebhaber dieses Parks.
Der Park wird auch in einem Gedicht Kurt Tucholskys beschrieben und ist dadurch auch einer breiteren Öffentlichkeit in Deutschland bekannt geworden.

## Der Park heute
Heute ist der Park eine beliebte grüne Oase für die Einwohner, besonders für Familien, und als Spielplatz für Kinder ist der Park sehr populär.
Der Park ist erreichbar über die Linie 2 der Pariser Metro, am Eingang des Parks am Boulevard de Courcelles liegt auch der Eingang der nach ihm benannten Metrostation „Monceau“.
Der Chansonnier Yves Duteil hat ein Chanson geschrieben Au parc Monceau (Album Ses 20 Plus Belles Chansons).
Im Park kann man kostenlos das Internet über einen WLAN-Zugang nutzen.